# Mārtiņš Pļaviņš
Mārtiņš Pļaviņš (Riga, URSS], 8 de mayo de 1985) es un deportista letón que compite en voleibol, en la modalidad de playa.
Participó en tres Juegos Olímpicos de Verano, obteniendo una medalla de bronce en Londres 2012 en el torneo masculino (haciendo pareja con Jānis Šmēdiņš), el noveno lugar en Pekín 2008 y el cuarto en Tokio 2020.
Ganó una medalla de oro en los Juegos Europeos de Bakú 2015 y dos medallas en el Campeonato Europeo de Vóley Playa, en los años 2010 y 2024.
Fue el abanderado de Letonia en la ceremonia de apertura de los Juegos de Londres 2012.

## Palmarés internacional
| Juegos Olímpicos   | Juegos Olímpicos       | Juegos Olímpicos  | Juegos Olímpicos   |
| Año                | Lugar                  | Medalla           | Pareja             |
| ------------------ | ---------------------- | ----------------- | ------------------ |
| 2012               | Londres (Reino Unido)  | Medalla de bronce | Jānis Šmēdiņš      |
| Juegos Europeos    |                        |                   |                    |
| Año                | Lugar                  | Medalla           | Pareja             |
| 2015               | Bakú (Azerbaiyán)      | Medalla de oro    | Haralds Regža      |
| Campeonato Europeo |                        |                   |                    |
| Año                | Lugar                  | Medalla           | Pareja             |
| 2010               | Berlín (Alemania)      | Medalla de bronce | Jānis Šmēdiņš      |
| 2024               | La Haya (Países Bajos) | Medalla de oro    | Kristiāns Fokerots |